# São Francisco de Itabapoana (distrito)
São Francisco de Itabapoana, distrito sede, é o primeiro distrito do município brasileiro de São Francisco de Itabapoana, no interior do estado do Rio de Janeiro. De acordo com o Instituto Brasileiro de Geografia e Estatística (IBGE), sua população no ano de 2010 correspondia a 50,8% da população do município, sendo 10 552 homens e 10 471 mulheres, possuindo um total de 13 703 domicílios particulares.
O distrito foi criado pelo Decreto Provincial n.º 936, de 05-11-1856 e por Decretos Estaduais n.ºs 1, de 08-05-1892 e 1-A, de 03-06-1892, com denominação de Barra Sêca e sendo anexado ao município de  São João da Barra.  Passou a entregar o município de São Francisco de Itabapoana, em 1992, quando o mesmo ganhou sua emancipação passando assim a ser o primeiro distrito do município, e tendo seu nome alterado para São Francisco de Itabapoana.

## Geografia e subdivisões
O distrito Sede faz fronteira a leste com o oceano Atlântico, ao sul, com o município de São João da Barra a oeste com o município de Campos dos Goytacazes e ao norte com os distritos de Maniva e Barra Seca. A maior parte do litoral do município se encontra nesse distrito. O relevo é formado por planícies de inundação e planícies fluviomarinhas. Em sua hidrográfia se destaca o rio Paraíba do Sul, riachos, córregos, brejos, e canais, como o Canal Engenheiro Antônio Resende o rio Guaxindiba, além de várias lagoas, como a Lagoa do Comércio, em Gargaú, a Lagoa do Salgadinho, no Centro e a Lagoa do Campelo, na divida entre o município e a cidade de Campos dos Goytacazes. O distrito é divido em 37 bairros/localidades, sendo a sede do distrito localizado no bairro Centro; possui em torno de 21 023 habitantes sendo, sendo 10 471 mulheres e 10 552 homens. Em relação ao meio ambiente, a vegetação a qual pertence é a de Mata Atlântica, tendo nas áreas litorâneas o predomínio de vegetação de restinga, no distrito esta localizado o Manguezal de Gargaú, possui um total de 7 praias. O clima é caracterizado como tropical, com menos chuvas no inverno que no verão, na classificação climática de Köppen e Geiger o clima e classificado como Aw. A temperatura média anual é de 23.1°C e a média de pluviosidade é de 1003 mm

### Bairros
A tabela a seguir contém alguns bairros e localidades do distrito:
| Localidades e bairros do 1° distrito | Localidades e bairros do 1° distrito |
| --- | --- |
| Centro Gargaú Boca da Areia Santa Clara Parque Tropical Praia dos Sonhos Manguinhos Caixa D'água Praia do Sossego Santa Rita Morro Alegre Imburi Floresta São Domingos Morro da Ameixa Recanto Beleza Lagoa dos Paus Barro Branco Bote | Estreito Ponta da Bamburra Esquina Aroeira Florestinha Flor de Maio Cacimbas Campo Novo Fazendinha Funil Bom Jardim Ponto de Cacimbas Pingo D'água Praça Imaculada Macuco Volta Redonda Espiador Cajueiro |

## Demografia e economia
Em 2010, a população do distrito sede de São Francisco de Itabapoana foi estimada pelo Instituto Brasileiro de Geografia e Estatística (IBGE) em 21 023 habitantes, sendo 10 552 homens e 10 471 mulheres, distribuídos em um total de 13 703 domicílios particulares permanentes. A razão de sexo era de 100,77 sendo os três bairros com mais residentes do distrito o Centro, com aproximadamente 4 500 residentes, e os bairros de Gargaú, aproximadamente 4 000 e Santa Clara, 3 000 residentes. A atuação pastoral católica das comunidades situadas nos bairros do distrito é subordinada à paróquia São Francisco de Paula, sediada no bairro Centro, jurisdicionadas à Diocese de Campos.
Economicamente o distrito é movido por lojas, bares, lanchonetes e restaurantes, além da cultura de plantação de mandioca, abacaxi, cana-de-açúcar e coco. No distrito, também, está localizado o único parque eólico do sudeste brasileiro, o Parque Eólico de Gargaú, que gera em um dia 28 MW, o que abasteceria uma cidade com 80 mil habitantes.

## Infraestrutura
Os bairros do distrito sede sediavam um total de 27 instituições de ensino, dentre as quais duas pertencem a rede privada, vinte pertenciam à rede pública municipal e cinco à rede pública estadual. O distrito possui dez unidades básicas de saúde sendo as principais presentes nos bairros de Santa Clara, Centro, Gargaú e em Ponto de Cacimbas, onde fica localizado o Hospital Municipal Manoel Carola (HMMC), todos sendo administradas pelo serviço público municipal e oferecem atendimentos e consultas básicas à população e serviços de enfermagem, além de servir como postos de vacina durante campanhas de vacinação. O serviço de abastecimento de água é feito pela Companhia Estadual de Águas e Esgotos do Rio de Janeiro (CEDAE), enquanto que o abastecimento de energia elétrica é de responsabilidade da Enel. O distrito é servido pelas rodovias RJ-224, passando pelos bairros do Imburi, Floresta, Morro Alegre, Santa Rita, Centro, Volta Redonda, Bom Jardim e Ponto de Cacimbas, pela RJ-196 passando por Gargaú, encontra a RJ-194 e passa pela localidades de Santa Clara até se entroncar com as RJ-224 e RJ-232, sendo que está ultima segue junta com a 196 até Guaxindiba, a RJ-194 margeia o Rio Paraíba do Sul desde Campos até a localidade de Campo Novo e a RJ-232 que liga o Centro ao bairro de Guaxindiba, no terceiro distrito.

## Cultura e lazer

### Atrativos e eventos
No bairro de Gargaú, encontramos o Barracão Cultural, uma construção centenária considerada patrimônio histórico da região, foi referência econômica, por já ter sido um mercado de pescado antigamente. Já no Centro, encontra-se a Biblioteca Pública Municipal, que contém mais de 10 mil títulos.  No dia de Corpus Christi, são confeccionados tapetes de serragem colorida em algumas ruas, avenidas e praças pelas comunidades pertencentes à Paróquia São Francisco de Paula e suas capelas. Ainda cabem ser ressaltadas as festas juninas, muitas vezes realizadas pelas escolas dos bairros. No Centro, ocorre a tradicional festa junina, Rancherada, que acontece na Praça dos Três Poderes. Participam da festa estudantes das escolas de São Francisco de Itabapoana e grupos de fora da cidade.

### Esportes e instituições
No distrito encontram se alguns times de futebol amadores que disputam o Campeonato Municipal de Futebol, como o AMAVOR F.C., o Nova Belém, Flamenguinho e Botafoguinho. No bairro de Volta Redonda está sendo concluído o Complexo esportivo que irá conter o estádio municipal.